# Zmarli w roku 1861
Lista osób zmarłych w 1861:

## styczeń 1861
- 2 stycznia – Fryderyk Wilhelm IV Pruski, król Prus z dynastii Hohenzollernów[1]
- 30 stycznia – Walery Łoziński, polski pisarz, publicysta[2]

## luty 1861
- 2 lutego – Teofan Vénard, francuski misjonarz, męczennik, święty katolicki[3]
- 20 lutego – Eugène Scribe, francuski dramaturg i librecista[4]
- 26 lutego – Wojciech Chrzanowski, polski generał i kartograf[5]

## marzec 1861
- 10 marca – Taras Szewczenko (ukr. Тарас Григорович Шевченко), malarz i poeta ukraiński[6]

## kwiecień 1861
- 7 kwietnia
  - Piotr Nguyễn Văn Lựu, wietnamski ksiądz, męczennik, święty katolicki[7]
  - Jan Peucker, oficer rosyjski[8]
- 12 kwietnia – Tytus Działyński, polityk i działacz narodowy, twórca biblioteki kórnickiej, zamku i parku w Kórniku[9]
- 17 kwietnia – Józef Paszkowski, polski poeta i tłumacz, wsławił się przekładami dramatów Williama Shakespeare’a[10]
- 28 kwietnia – Ludwig Becker, niemiecki podróżnik, przyrodnik i artysta, od 1851 roku mieszkający w Australii[11]
- 30 kwietnia – Józef Tuân, wietnamski dominikanin, męczennik, święty katolicki[12]

## maj 1861
- 21 maja – Eugeniusz de Mazenod, francuski duchowny katolicki, założyciel Misjonarzy Oblatów Maryi Niepokalanej, biskup Marsylii, święty[13]
- 26 maja
  - Jan Đoàn Trinh Hoan, wietnamski ksiądz, męczennik, święty katolicki[14]
  - Mateusz Nguyễn Văn Ðắc, wietnamski męczennik, święty katolicki[15]
- 29 maja – Joachim Lelewel, polski historyk, numizmatyk i działacz narodowy[16]
- 30 maja – Michaił Gorczakow, rosyjski generał, namiestnik Królestwa Polskiego[17]

## czerwiec 1861
- 6 czerwca – Camillo Cavour, włoski polityk, „ojciec” zjednoczonych Włoch, ostatni premier Królestwa Sardynii i pierwszy premier zjednoczonych Włoch[18]
- 25 czerwca – Abdulmecid I, sułtan Imperium Osmańskiego[19]

## lipiec 1861
- 15 lipca – Adam Jerzy Czartoryski, polski polityk[20]
- 29 lipca
  - Marta Wang Luo Mande, chińska męczennica, święta katolicka[21]
  - Jan Chrzciciel Luo Tingyin, chiński męczennik, święty katolicki[22]
  - Józef Zhang Wenlan, chiński męczennik, święty katolicki[23]
  - Paweł Chen Changpin, chiński męczennik, święty katolicki[24]

## sierpień 1861
- 15 sierpnia – Ranavalona I, władczyni Imeriny, królowa Madagaskaru[25]
- 22 sierpnia – Xianfeng, cesarz Chin[26]
- 24 sierpnia – Pierre Berthier, francuski geolog i mineralog[27]

## wrzesień 1861
- 9 września – Piotr Bonhomme, francuski duchowny, założyciel Zgromadzenia Sióstr Matki Bożej z Kalwarii, błogosławiony katolicki[28]
- 29 września – Tekla Bądarzewska-Baranowska, polska pianistka i kompozytorka[29]

## październik 1861
- 25 października – Friedrich Carl von Savigny, niemiecki prawnik, twórca prawa czekowego i wekslowego[30]

## listopad 1861
- 1 listopada
  - Hieronim Hermosilla, hiszpański dominikanin, misjonarz, biskup, męczennik, święty katolicki[31]
  - Walenty Berrio-Ochoa, hiszpański dominikanin, misjonarz, biskup, męczennik, święty katolicki[32]
  - Piotr Almato, hiszpański dominikanin, misjonarz, męczennik, święty katolicki[33]
- 14 listopada – Stefan Cuenot, francuski misjonarz, biskup, męczennik, święty katolicki[34]

## grudzień 1861
- 6 grudnia – Józef Nguyễn Duy Khang, wietnamski męczennik, święty katolicki[35]
- 14 grudnia – Albert, małżonek Wiktorii, królowej Wielkiej Brytanii i Irlandii[36]
- 16 grudnia – Karol Lipiński, polski skrzypek, kompozytor i pedagog[37]